# Phillippe Kieffer
Phillippe Kieffer (Port-au-Prince, 24 oktober 1899 - Cormeilles-en-Parisis, 20 november 1962) was een Franse officier, politieke persoonlijkheid, en werd tijdens en vlak na de oorlog gezien als een held van de Vrije Fransen.

## Leven en carrière
Kieffer werd in 1899 geboren in Port-Au-Prince. Zijn vaders kant van de familie was gevlucht uit de Elzas na de Duitse overname, en zijn moeder was Engels. Voordat hij het leger inging, bemachtigde hij een Diploma bij de La Salle Extension University in Chicago, en werd hij later de bankdirecteur van een bank in New York.

## Tweede Wereldoorlog
In 1939 gaat hij op 40-jarige leeftijd vrijwillig in dienst bij het Franse leger, waar hij binnen een week reserveofficier werd. Hij diende in het begin van de oorlog op het slagschip Courbet, en had ook verantwoording over de Franse noordelijke vloot gedurende de slag om Duinkerke. Op 19 juni 1940 vertrok hij vanuit Duinkerke naar Londen en sloot zich twee weken later, op 1 juli, aan bij de Marine van de Vrije Fransen, op dezelfde dag als dat ze waren gesticht.
Gezien er binnen zijn familie Engels gesproken werd, kon Kieffer ook vloeiend Engels. Hij werd gevraagd om als tolk en coudeur te dienen. Onder de indruk van de Britse Commando's, diende Kieffer een aanvraag om zijn eigen Franse elite-divisie te mogen stichten. In mei 1941 kreeg hij van Admiraal Émile Muselier toestemming om dit te mogen uitvoeren. De 1er Bataillon de Fusiliers Marins Commandos, zoals zijn compagnie zou heten, werd een realiteit. De troepen zouden worden getraind in ''Commando Castle'', dichtbij Achnacarry in Schotland. Hierbij kwamen meerdere vrijwilligers om het leven, mede door de zware trainingen die ze moesten doorstaan om te mogen vechten.

#### Bevrijding van Frankrijk
Op 6 juni 1944 kwam Kieffer met zijn troepen om 07:31 's ochtends aan op het strand van Ouistreham, Benouville, Amfreville, en Bavent. Deze dorpen waren deel van het strand dat hedendaags bekend staat als ''Sword Beach''. Kieffer, die recent gepromoveerd was naar Kapitein van het Korvet, leidde zijn mannen het strand op. Tijdens deze aanval kwamen 21 van zijn troepen om, en waren er 93 gewond. Ook Kieffer was gewond, maar weigerde evacuatie. Kieffer kwam op 14 juni weer in actie bij een doorbraak die ervoor zorgde dat nabijgelegen dorpen rondom de mond van de Seine (waaronder Honfleur)
Samen met twee van zijn mannen was hij een van de eerste Vrije Franse troepen die Parijs binnenvielen voor de Bevrijding van Parijs. Helaas voor Kieffer was zijn 18-jarige zoon, die zich recent bij het Franse Verzet (Ook wel Maquis genoemd) had aangesloten, vermoord rond dezelfde tijd.

#### Einde van de Oorlog en latere leven
Rond oktober 1944 had Kieffer drie compagnieën ter beschikking. Deze werden gebruikt voor de bevrijding van Vlissingen, en de verdere slag om Walcheren om uiteindelijk de haven van Antwerpen veilig te kunnen stellen. Daarna nam hij deel aan bevrijdingspogingen van eilanden in Nederland.
In 1945 werd Kieffer genomineerd voor een positie binnen de Assemblée Consultative Provisoire. Na de oorlog schreef hij in 1948 een boek genaamd ''Béret Vert'', Groene Baret in het Nederlands (Niet te verwarren met de Amerikaanse Green Barets).
Kieffer heeft ook geholpen bij de productie van de film ''The Longest Day'', samen met militair adviseur Maurice Chauvet. Niet veel later overlijdt hij in 1962 op 63-jarige leeftijd door een hemiplegie in Cormeilles-en-Parisis. Hij ligt begraven in Grandcamp-Maisy, Calvados, waar hij na de oorlog een huis naast de plaatselijke kerk bezat.